# Hjelmeland
Hjelmeland é uma comuna da Noruega, com 1 092 km² de área e 2 747 habitantes (censo de 2004).         